# Eduardo Laing
Eduardo Antonio Laing Cárcamo (Puerto Cortés, 1958. december 27. –) válogatott hondurasi labdarúgó, csatár.

## Pályafutása
Az El Flamingo korosztályos csapatában kezdte a labdarúgást. 1977 és 1986 között a Platense, 1987–88-ban a Marathón, 1989 és 1996 között ismét a Platense labdarúgója volt.
1981 és 1989 között 34 alkalommal szerepelt a hondurasi válogatottban és nyolc gólt szerzett. Tagja volt az 1982-es spanyolországi világbajnokságon részt vevő csapatnak.